# Pháo đa dụng 25 mm Type 96
 Khẩu 25 mm Mẫu 96 (九六式二十五粍高角機銃 Kyūroku-shiki nijyūgo-miri Kōkakukijū) là một khẩu pháo tự động được sử dụng bởi Hải quân Đế quốc Nhật Bản trong Chiến tranh thế giới thứ II. Là biến thể nội địa của khẩu súng phòng không Hotchkiss 25mm của Pháp, nó được cải biến để sử dụng chống máy bay và xe bọc thép nhưng chủ yếu dùng làm súng phòng không ở dạng súng cố định với 1 đến 3 nòng

## Lịch sử phát triển
Năm 1935, Hải quân Đế quốc Nhật Bản đã quyết định thay thế các khẩu súng "pom-pom" 40 mm của Anh bằng thiết kế 25 mm Hotchkiss của Pháp. Một nhóm các sĩ quan và kỹ sư Nhật đã tới Pháp để đánh giá thiết kế vào năm 1935, và một đơn đặt hàng được đặt cho một số súng và bệ súng để đánh giá. Các khẩu súng này được bắn thử nghiệm ở quân xưởng Yokosuka vào năm 1935. Những lô đầu tiên sản xuất tại Pháp được chỉ định là "Mẫu 94" và "Mẫu 95", và phiên bản sản xuất hàng loạt tại Quân xưởng Yokosuka được chỉ định là "Mẫu 96"
Người Nhật đã thực hiện một số thay đổi nhỏ đối với thiết kế ban đầu và quy trình sản xuất  khẩu Hotchkiss bao gồm thay đổi một số thành phần từ rèn sang đúc để đơn giản hóa sản xuất và thay thế bộ triệt tia lửa hình nón đơn giản bằng thiết kế kiểu Rheinmetall. Một phiên bản gắn trên tàu ngầm sử dụng thép không gỉ cũng được thiết kế và sản xuất.
Loại hai nòng là loại đầu tiên được đưa vào sử dụng, với loại ba nòng đưa vào hoạt động năm 1941 và cuối cùng là loại một nòng vào năm 1943.

## Thiết kế
Khẩu 25 mm Mẫu 96 là thiết kế đơn giản vận hành bằng khí nén và làm mát bằng không khí. Nòng được đúc rồi gắn vào đáy nòng sử dụng cơ chế xoắn ốc. Phần đuôi nòng súng cũng được gia cố bằng lớp vây làm mát. Nòng súng có thể được thay thế trong vòng 5 phút với yêu cầu tối tthiểu là 2 người và đồ nghề chuyên dụng. Bằng cách điều chỉnh van khí nén, người dùng có thể điều chỉnh tốc độ bắn từ 200 tới 260 viên mỗi phút với mức 220 viên một phút là mức chuẩn
Bệ súng thường được trang bị một trong ba điểm ngắm súng:
1. Một bộ ngắm máy tính cơ Le Prieur
2. Một vòng tròn sắt
3. Một chiếc kính quang khắc

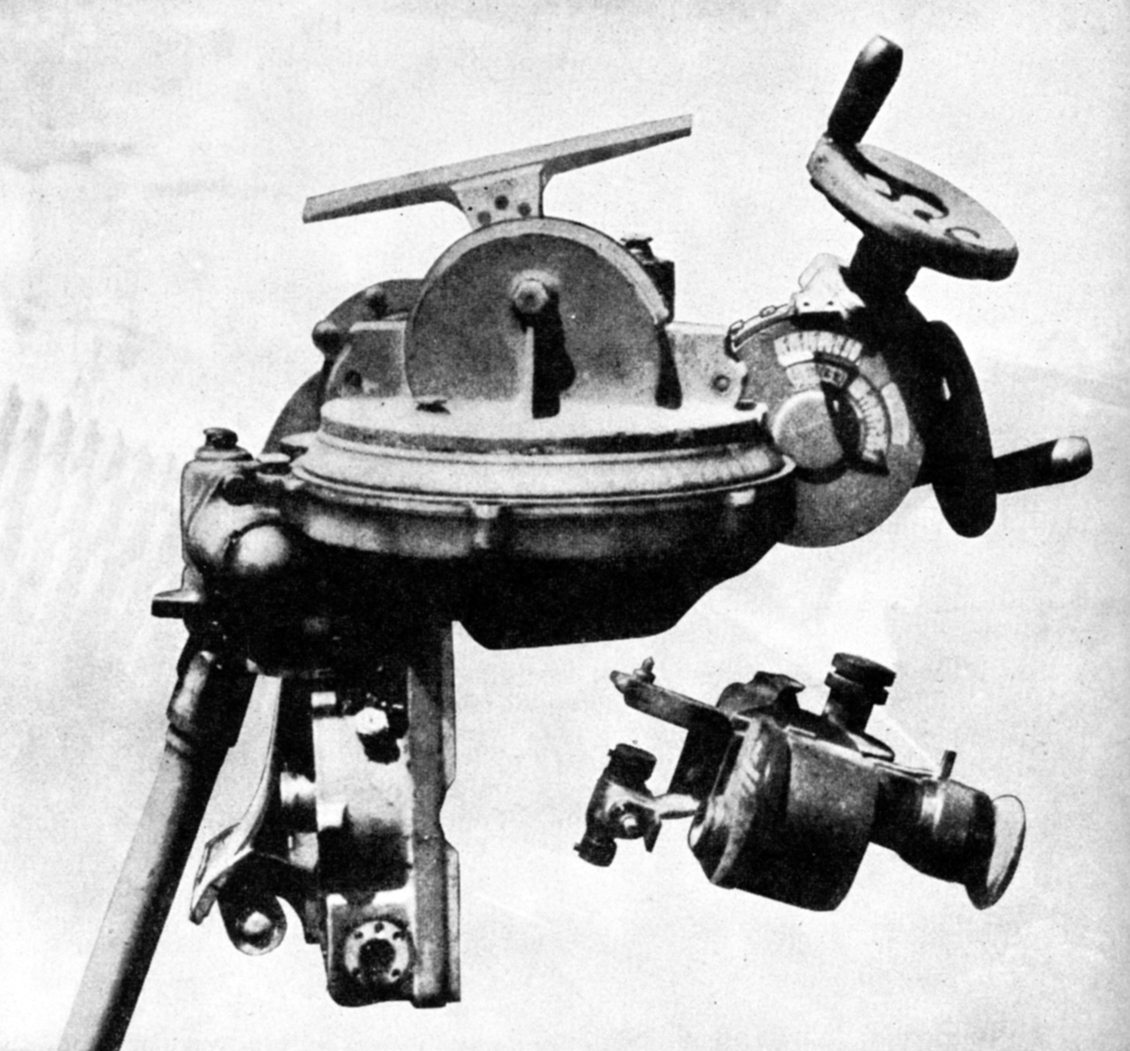
bộ ngắm máy tính cơ Le Prieur.

Các bệ trên cạn và bệ một nòng sử dụng vòng tròn sắt. Bộ ngắm Mẫu 95 được trang bị cho các bệ đa nòng dùng trên tàu. Trên các bệ gắn mô tơ điện nối với hệ thống nhắm bắn trung tâm của tàu, các bộ nhắm được dùng làm dự phòng
Bộ nhắm Mẫu 95 ban đầu được thiết kế với tốc độ mục tiêu tối đa 600 km/h. Tuy nhiên, kinh nghiệm chiến trường cho thấy máy bay thường vượt xa tốc độ này. Để bù lại thiếu sót này một vòng tròn sắt được thêm vào kính viễn vọng quan sát để nhắm tới tốc độ lên tới 900 km/h.
Súng thường được sử dụng mà không có lá chắn súng, mặc dù một số giá treo trên tàu chiến lớp Yamato được gắn khiên Ducol (Thép cường độ cao). Nhiều thú cưỡi trên tàu cũng có khiên chắn.
Loại súng này thường không được trang bị lớp chắn súng ngoại trừ trường hợp đặc biệt của các tháp đa súng trên lớp thiết giáp hạm Yamato được gắn giáp Ducol (Thép cường độ cao) để chịu đựng áp lực từ khẩu 46cm của Yamato/Musashi. Tuy nhiên, các khẩu trang bị trên tàu cũng được gắn thêm khiên chắn mảnh vụn.

### Đạn dược

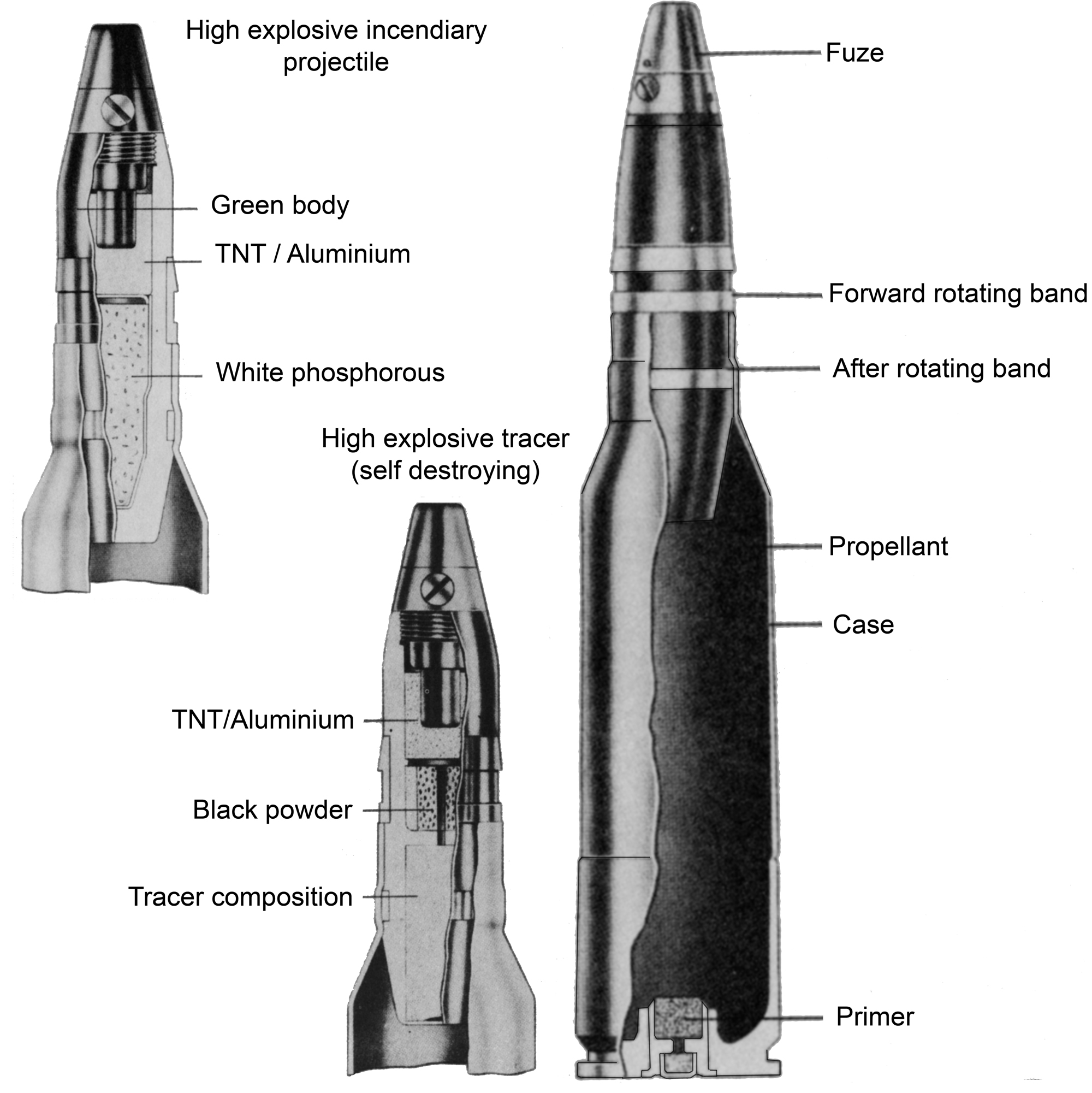
Đạn 25 mm của Nhật Bản từ sách hướng dẫn kỹ thuật của Mỹ sau chiến tranh.

Đạn của khẩu Mẫu 96 có thiết kế không vành với rãnh hất vỏ đạn sâu ở đáy. Đạn dùng bởi khấu súng này có thiết kế hơi khác thường do có hai vòng đai quay. Đai phía trước có đường kính nhỏ hơn một chút so với đai phía sau. Người ta tin rằng ý tưởng này nhằm mục đích giảm hao mòn phần rãnh súng gần buồng đạn. Vỏ đạn được uốn nếp ở đoạn gần đai quay phía sau. Một viên đạn hoàn chỉnh nặng 820 g với viên đạn nặng 320 g. Chất kích nổ là 102 g nitrocellulose dạng hạt được đục lỗ, có đường kính 2 mm và dài từ 2,5 đến 4,5 mm.
Thông thường một viên đạn làm dấu được đưa vào sau 4-5 viên đạn thường nhằm hỗ trợ việc nhắm bắn.
Khẩu mẫu 96 sử dụng các loại đạn sau đây
- Đạn nổ mạnh. Thân màu cam.
- Đạn nổ mạnh phát hỏa. Thân xanh lá.
- Đạn nổ mạnh làm dấu. Thân màu cam hoặc đỏ.
- Đạn nổ mạnh làm dấu tự hủy. Thân màu cam hoặc đỏ.
- Đạn xuyên giáp. Thân màu đen, trắng hoặc khói xanh. Có khả năng đâm thủng khoảng 42mm giáp ở cự ly 0-100m và nghiêng 0 độ so với bình thường.[7]

## Biến thể
- Mẫu 94 - Sản xuất tại Pháp
- Mẫu 95 - Sản xuất tại Pháp
- Mẫu 96 - Sản xuất tại Nhật 
  - Mẫu 96 Model 1 - Được sử dụng trên đất liền và trong các tàu chiến trong các bệ đơn, đôi và ba. Bệ đơn xoay tự do, trong khi bệ đôi và ba có bánh xe tay.
  - Mẫu 96 Model 2 - Được sử dụng trên các tàu chiến trong các bệ đôi và ba.
  - Mẫu 96 Model 3 - Được sử dụng trên các tàu chiến trong các bệ đơn xoay tự do.
  - Mẫu 96 Model 4 - Được sử dụng trên tàu ngầm, trong các bệ đơn, đôi và ba. Bệ đơn có thể được đưa vào trong tàu bằng tay. 
    - Mẫu 96 Model 4 mod 1 - Được sử dụng trên tàu ngầm trong các giá bệ đơn xoay tự do. Không thể hạ xuống tàu.
    - Mẫu 96 Model 4 mod 2 - Được sử dụng trên tàu ngầm trong bệ đơn xoay tự do. Có thể hạ vào tring tàu từ xa.

  - Mẫu 96 Model 5 - Được sử dụng trên tàu ngầm trong các bệ có trục đôi và ba.
  - Mẫu 96 Model 6 - Được sử dụng trên đất liền trên bệ đơn có hai bánh xe.
  - Mẫu 96 Model 8 - Được sử dụng trên đất liền trên bệ đơn có hai bánh xe.
  - Mẫu 96 Model 10 - Được sử dụng trên các tàu phóng ngư lôi ở dạng súng đơn gắn trên bệ xoay nâng hạ trợ lực.

## Hồ sơ chiến đấu
Khẩu mẫu 96  là vũ khí phòng không hạng trung tiêu chuẩn của Hải quân Đế quốc Nhật Bản do được gắn trên hầu hết các tàu chiến trong hạm đội. Súng cũng được sử dụng trong các căn cứ trên bộ ở trong Đế quốc Nhật và trong các mặt trận chiến đấu ở nước ngoài của Nhật. Mẫu 96 còn được sử dụng làm súng chống tăng trong một số giao tranh phòng thủ tại các mặt trận ở Thái Bình Dương và chống lại các mục tiêu trên bộ ở Đông Nam Á / Trung Quốc trong Chiến tranh Thái Bình Dương. Tuy nhiên, đạn của nó quá nhẹ để có thể bắn xuyên giáp của một số loại xe tăng như chiếc M4 Sherman ở bất kì cự ly nào. Nó cũng được sử dụng bởi quân Việt Cộng sử dụng trong Chiến tranh Việt Nam.

## Hiệu quả

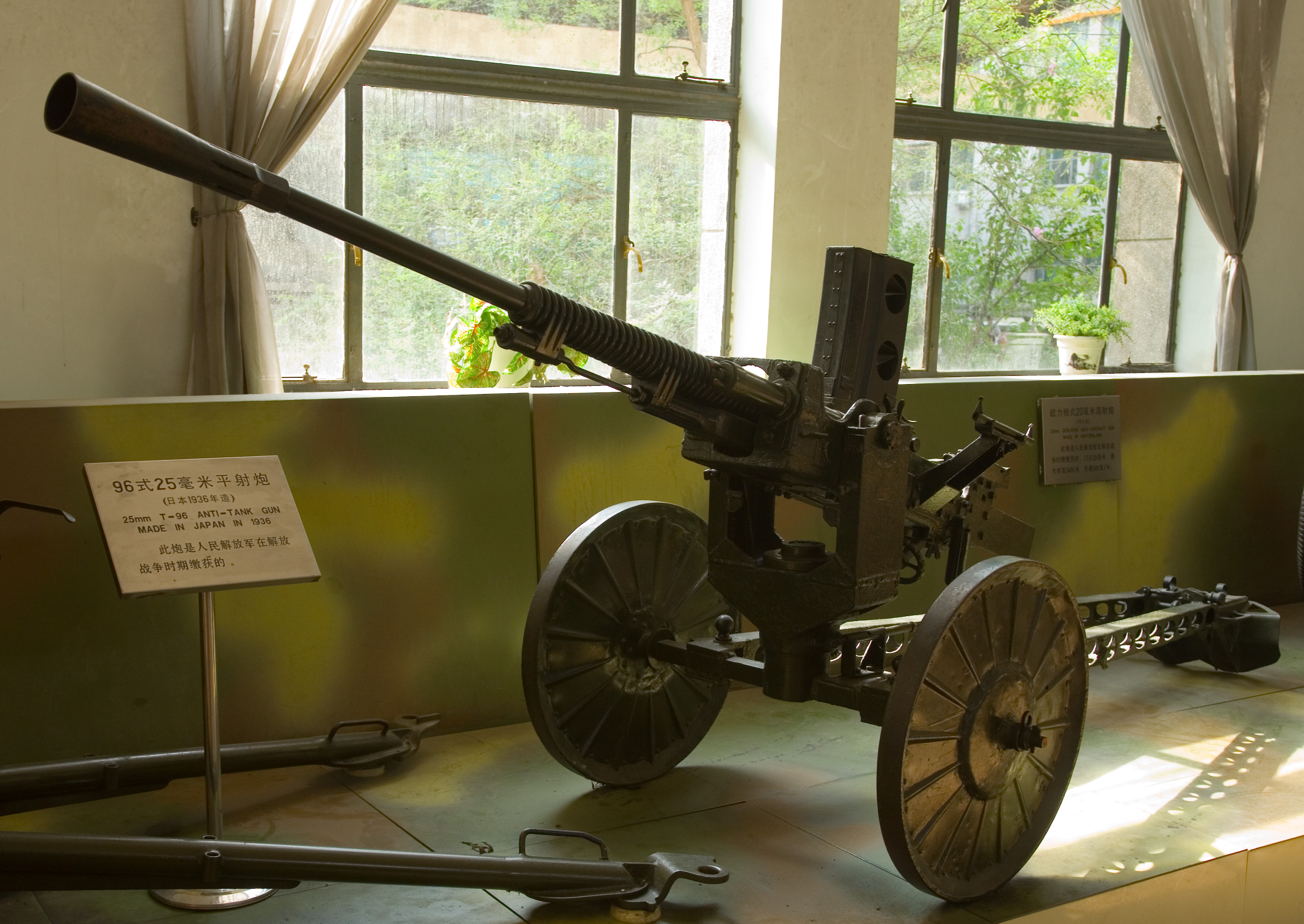
Một biến thể một nòng tại Bảo tàng Quân đội Cách mạng Nhân dân Trung Quốc, Bắc Kinh

Trong các cuộc phỏng vấn do Phái bộ Kỹ thuật Hải quân Hoa Kỳ thực hiện tại Nhật Bản sau khi kết thúc chiến tranh, quân nhân Nhật cho biết đây là vũ khí phòng không đáng tin cậy nhất của Nhật Bản, nhưng về hiệu quả thứ hai so với pháo phòng không Mẫu 98 100 mm. Mẫu 96 có hiệu quả nhất khi được sử dụng ở phạm vi từ 1.000 mét trở xuống. Quân đội Nhật ước tính cần trung bình 1.500 viên đạn để bắn hạ một chiếc máy bay ở độ cao 1.000 mét và tầm bắn 2.000 mét. Khai hỏa vượt quá phạm vi đó là hoàn toàn không hiệu quả. Gân cuối cuộc chiến, khi nguồn cung cấp đạn dược bị hạn chế, việc bắn được kìm lại cho đến khi các mục tiêu nằm trong phạm vi 800 mét, giảm tỷ lệ này xuống thấp tới bảy viên đạn cho mỗi máy bay.
Mẫu 96 là một vũ khí tầm thường so với những súng cùng thời trong các hải quân khác. Nó bị cản trở bởi tốc độ quay và nâng hạ nòng chậm (ngay cả trong bệ ba nòng gắn mô-tơ), rung động và tia lửa  quá mức, và thực tế là nguồn cấp đạn dược thông qua một hộp đạn cố định 15 viên, buộc phải ngừng bắn mỗi khi hộp đạn được thay đổi. Theo "Phái đoàn kỹ thuật hải quân Hoa Kỳ tại Nhật Bản báo cáo O-47 (N) -2", tất cả các hộp đạn phải được nạp bằng tay vì không có thiết bị tải chuyên dụng nào được phát triển. Nhìn chung, nó tương đương với khẩu Oerlikon 20 mm và thua kém rất nhiều so với khẩu Bofors 40mm được Mỹ sử dụng về mọi khía cạnh ngoại trừ tốc độ bắn (và chỉ ở khía cạnh đó: Bofors có thể bắn ra 120 viên/phút nhờ thiết kế kẹp đạn nạp liên tục, trong khi việc thay hộp đạn thường xuyên của khẩu 25 mm giảm tốc độ bắn thực tế xuống chỉ còn một nửa so với mức tối đa lý thuyết là 260 viên/phút).
Người Nhật xếp theo thứ tự mức độ nghiêm trọng của các vấn đề của súng là:
1. Tốc độ quay và nâng hạ nòng quá chậm, ngay cả với các bệ có mô-tơ;
2. Bộ nhắm bắn là vô hiệu đối với các mục tiêu tốc độ cao;
3. Việc bắn nhiều ngàm gây ra rung động quá mức, làm giảm độ chính xác và ngăn chặn việc canh mục tiêu hiệu quả;
4. Quá ít đạn trong mỗi hộp đạn dẫn đến tốc độ bắn thực tế thấp.

Trong cuốn Rapid Fire, tác giả Anthony Williams viết rằng các vũ khí cỡ nòng trung gian (bao gồm cả súng cỡ nòng 1.1 "/ 75 28 × 199mm L / 75 của Hải quân Hoa Kỳ) tương đối không thành công trong Thế chiến II: bệ súng nặng hơn và phức tạp hơn bệ của súng cỡ nòng nhỏ hơn, nhưng đạn thiếu tầm bắn và lực của các nòng 37 và 40 milimet lớn hơn. Người Nhật đã xem việc tăng cỡ nòng của các pháo tự động là ưu tiên số một của nghiên cứu và phát triển trong lĩnh vực này.